# ジョンズタウン洪水
ジョンズタウン洪水（英語: Johnstown Flood）は、1889年5月31日にアメリカ合衆国ペンシルベニア州ジョンズタウンを襲った水害である。
高さ約22m、長さ約275mのサウスフォーク・ダムは、建設当初から不備が問題となっていたが、この日の豪雨で崩壊。2000万tの水が時速約64kmで流れ出し、2209人が死亡するなど下流のジョンズタウンに甚大な被害をもたらした。